# Оберид (Брајсгау)
Оберид (њем. Oberried) општина је у њемачкој савезној држави Баден-Виртемберг. Једно је од 50 општинских средишта округа Брајсгау-Хохшварцвалд. Према процјени из 2010. у општини је живјело 2.818 становника. Посједује регионалну шифру (AGS) 8315084.

## Географски и демографски подаци
Оберид се налази у савезној држави Баден-Виртемберг у округу Брајсгау-Хохшварцвалд. Општина се налази на надморској висини од 460 метара. Површина општине износи 66,3 km². У самом мјесту је, према процјени из 2010. године, живјело 2.818 становника. Просјечна густина становништва износи 42 становника/km².